# Kabinett Balkenende IV
Das Vierte Kabinett Balkenende bildete vom 22. Februar 2007 bis zum 14. Oktober 2010 die Regierung
der Niederlande. Es bestand aus einer Koalition aus CDA, PvdA und ChristenUnie unter Premierminister Jan Peter Balkenende (CDA). Diese Parteien hatten nach der Parlamentswahl 2006 eine Mehrheit. Im Februar 2010 zerbrach das Kabinett im Streit über eine Verlängerung der niederländischen Militärmission in der afghanischen Provinz Uruzgan (Task Force Uruzgan) im Rahmen der ISAF. Nach langen Diskussionen am 19. Februar und in der folgenden Nacht gab Jan Peter Balkenende bekannt, dass die Regierungsmitglieder der PvdA ihren Rücktritt angekündigt haben, die anderen Minister der Christlich Demokratischer Appell (CDA) und Christlichen Union (CU) aber im Kabinett bleiben würden.

## Zusammensetzung
Das Kabinett bestand aus insgesamt 16 Ministern und 11 Staatssekretären. Gemäß der Sitzverteilung im Parlament stellte die CDA 8 Minister und 4 Staatssekretäre, die PvdA 6 Minister und 6 Staatssekretäre und die ChristenUnie 2 Minister und eine Staatssekretärin.
| Position                         | Geschäftsbereich                                 | Name | Partei |
| -------------------------------- | ------------------------------------------------ | --- | ------ |
| Ministerpräsident                | Allgemeine Angelegenheiten                       | Jan Peter Balkenende                                                                                     | CDA    |
| stellv. Ministerpräsident        | Finanzen                                         | Wouter Bos. Seit 23. Februar 2010 Jan Kees de Jager                                                      | PvdA   |
| stellv. Ministerpräsident        | Familie und Jugend                               | André Rouvoet                                                                                            | CU     |
| Minister                         | Auswärtige Angelegenheiten                       | Maxime Verhagen                                                                                          | CDA    |
| Minister                         | Justiz                                           | Ernst Hirsch Ballin                                                                                      | CDA    |
| Ministerin                       | Inneres und Königreichsbeziehungen               | Guusje ter Horst. Seit 23. Februar 2010 Ernst Hirsch Ballin                                              | PvdA   |
| Minister                         | Bildung, Kultur und Wissenschaft                 | Ronald Plasterk. Seit 23. Februar 2010 André Rouvoet                                                     | PvdA   |
| Minister                         | Verteidigung                                     | Eimert van Middelkoop                                                                                    | CU     |
| Minister                         | Verkehr und Wasserwirtschaft                     | Camiel Eurlings                                                                                          | CDA    |
| Ministerin                       | Wirtschaft                                       | Maria van der Hoeven                                                                                     | CDA    |
| Ministerin                       | Landwirtschaft, Natur und Nahrungsmittelqualität | Gerda Verburg                                                                                            | CDA    |
| Minister                         | Arbeit und Soziales                              | Piet Hein Donner                                                                                         | CDA    |
| Minister                         | Gesundheit und Sport                             | Ab Klink                                                                                                 | CDA    |
| Ministerin                       | Umwelt, Raumordnung und Wohnungswesen            | Jacqueline Cramer. Seit 23. Februar 2010 Tineke Huizinga                                                 | PvdA   |
| Ministerin ohne Geschäftsbereich | Bauwesen und Integration                         | Ella Vogelaar. Seit 14. November 2008 Eberhard van der Laan. Seit 23. Februar 2010 Eimert van Middelkoop | PvdA   |
| Minister ohne Geschäftsbereich   | Entwicklungszusammenarbeit                       | Bert Koenders. Seit 23. Februar 2010 Maxime Verhagen                                                     | PvdA   |
| Staatssekretär                   | Europäische Angelegenheiten                      | Frans Timmermans                                                                                         | PvdA   |
| Staatssekretär                   | Außenhandel                                      | Frank Heemskerk                                                                                          | PvdA   |
| Staatssekretär                   | Finanzen                                         | Jan Kees de Jager                                                                                        | CDA    |
| Staatssekretärin                 | Justiz                                           | Nebahat Albayrak                                                                                         | PvdA   |
| Staatssekretärin                 | Inneres und Königreichsbeziehungen               | Ank Bijleveld-Schouten                                                                                   | CDA    |
| Staatssekretärin                 | Bildung, Kultur und Wissenschaft                 | Marja van Bijsterveldt                                                                                   | CDA    |
| Staatssekretärin                 | Bildung, Kultur und Wissenschaft                 | Sharon Dijksma                                                                                           | PvdA   |
| Staatssekretär                   | Verteidigung                                     | Cees van der Knaap. Seit 18. Dezember 2007 Jack de Vries                                                 | CDA    |
| Staatssekretärin                 | Verkehr und Wasserwirtschaft                     | Tineke Huizinga                                                                                          | CU     |
| Staatssekretär                   | Arbeit und Soziales                              | Ahmed Aboutaleb. Seit 18. Dezember 2008 Jetta Klijnsma                                                   | PvdA   |
| Staatssekretärin                 | Gesundheit und Sport                             | Jet Bussemaker                                                                                           | PvdA   |

## Galerie

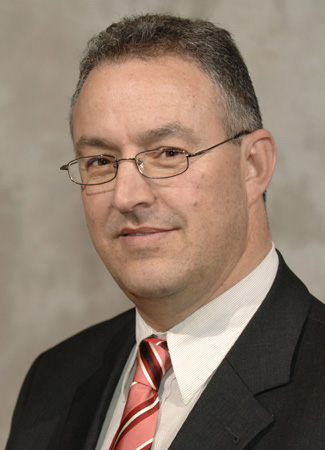
Aboutaleb
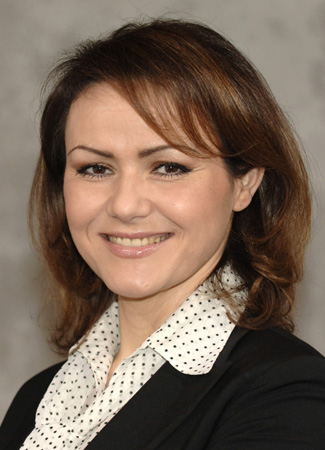
Albayrak
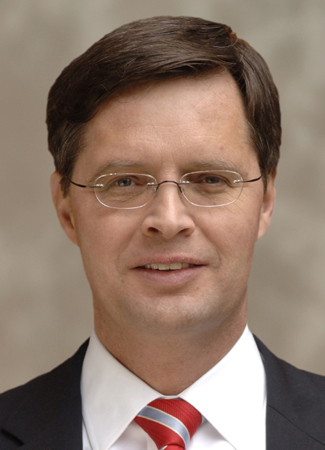
Balkenende
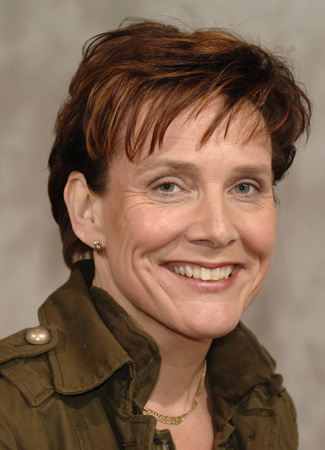
Bijleveld-Schouten
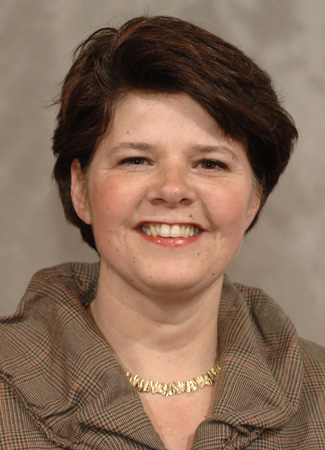
Van Bijsterveldt
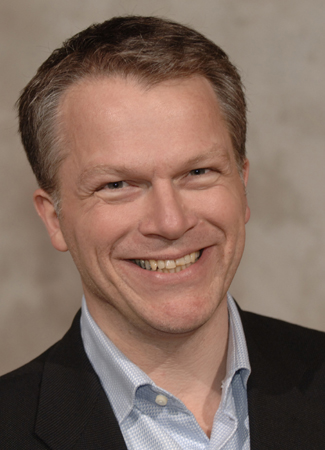
Bos
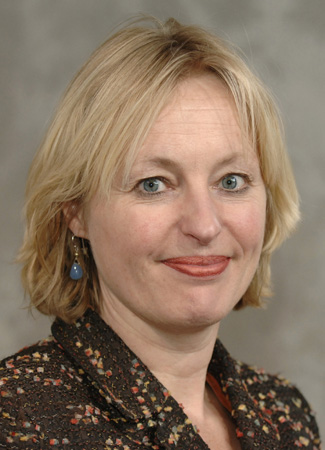
Bussemaker
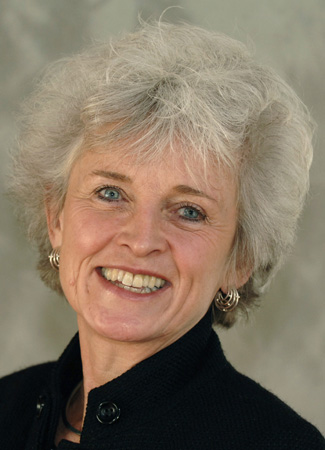
Cramer
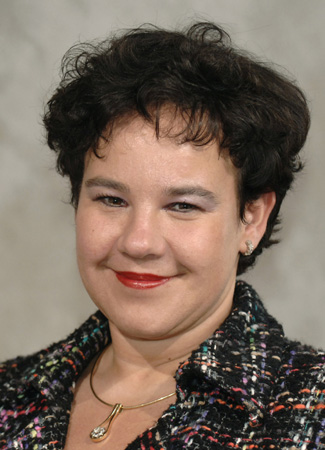
Dijksma
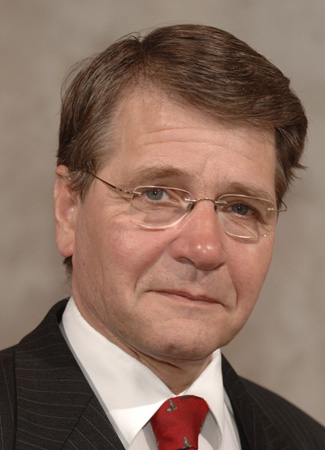
Donner
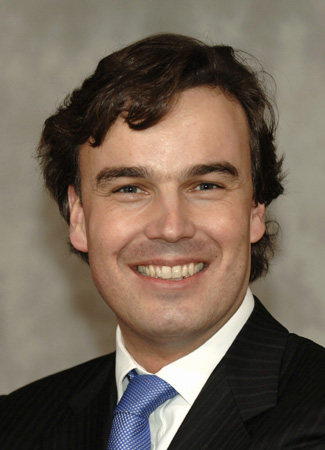
Eurlings
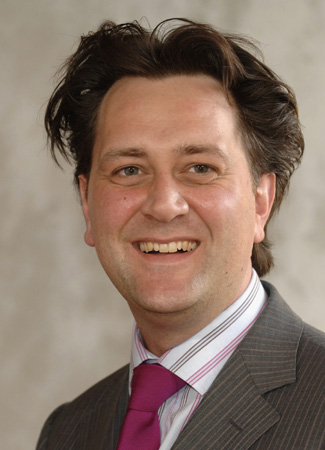
Heemskerk
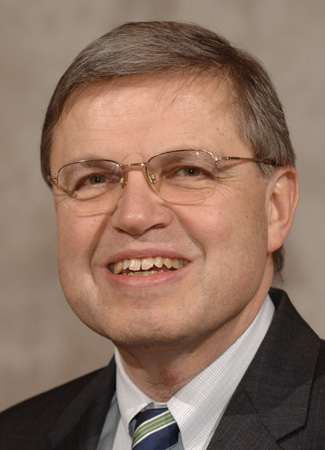
Hirsch Ballin
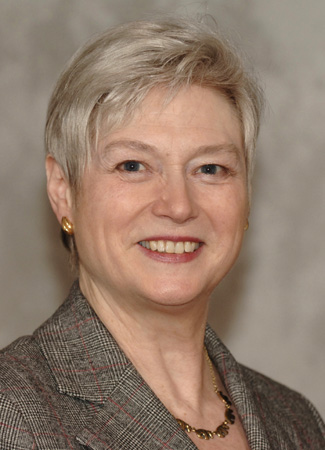
Van der Hoeven
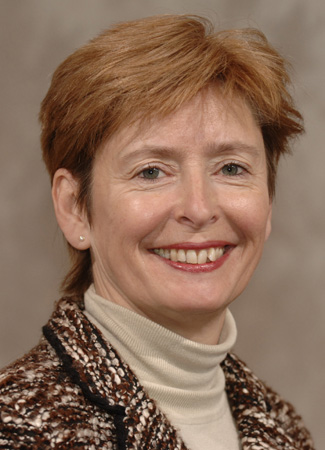
Ter Horst
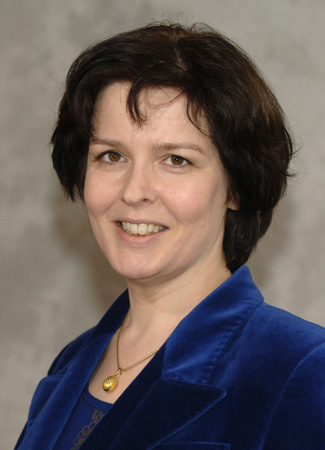
Huizinga
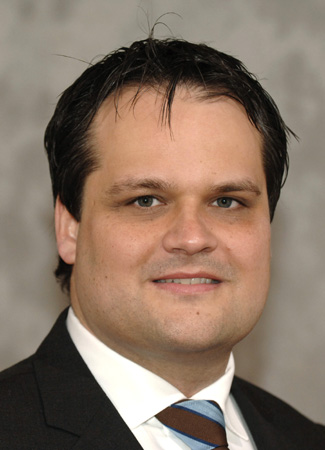
De Jager
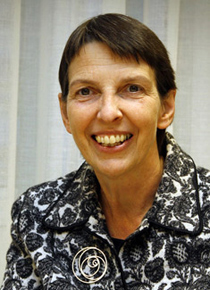
Klijnsma
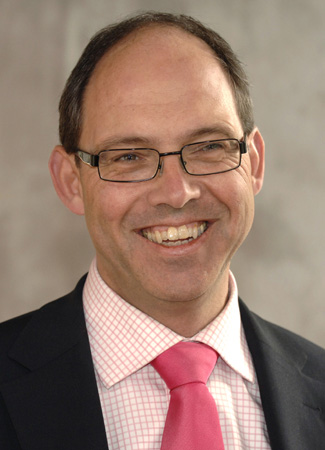
Klink
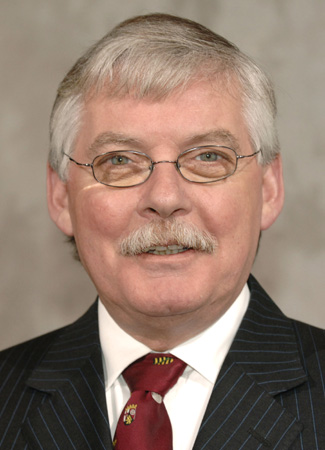
Van der Knaap
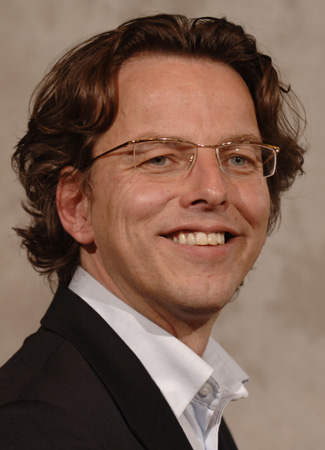
Koenders
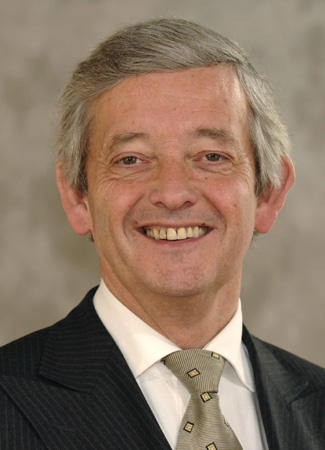
Middelkoop
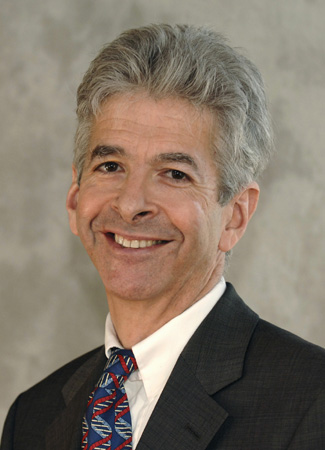
Plasterk
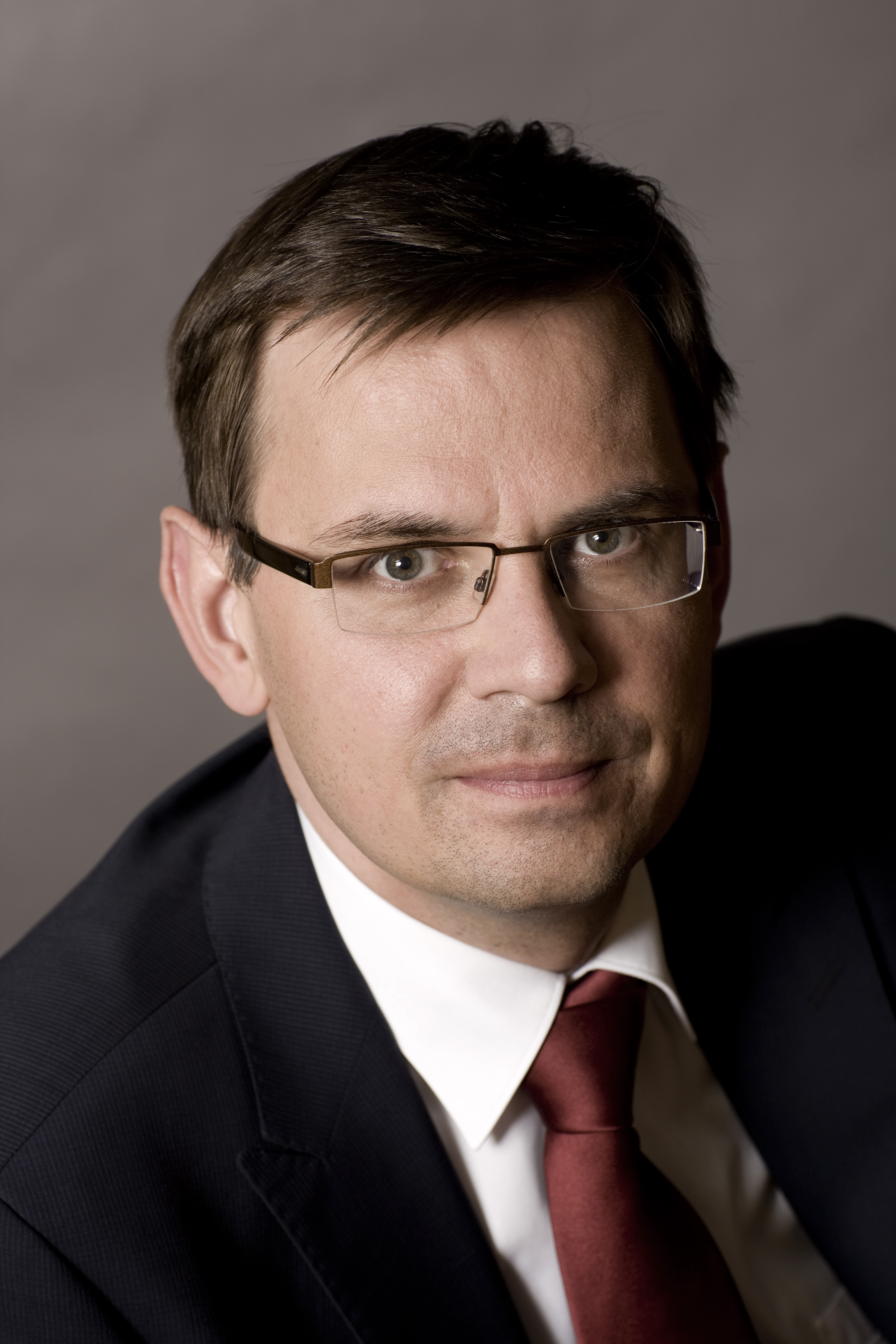
Rouvoet
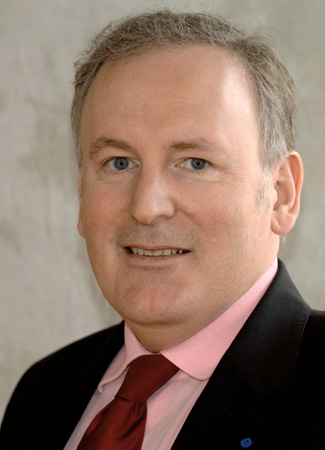
Timmermans
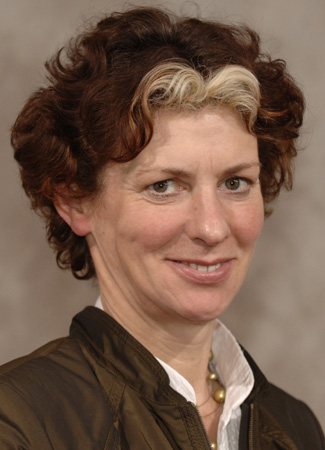
Verburg
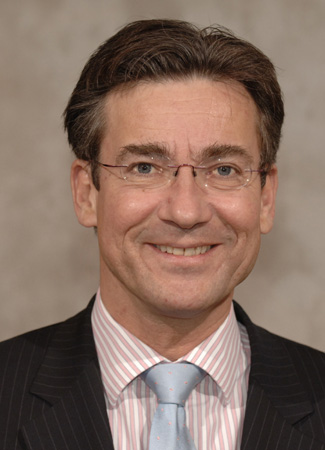
Verhagen
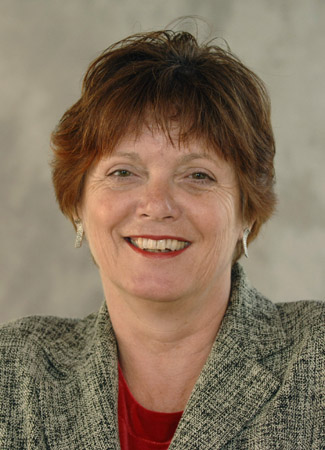
Vogelaar
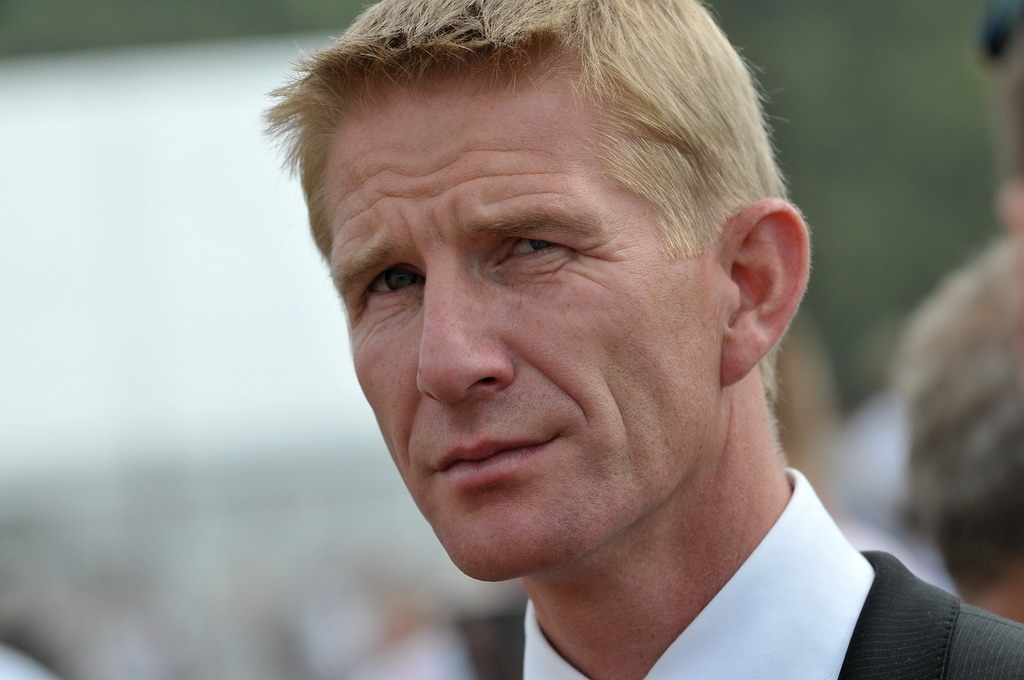
De Vries